# Euljiro

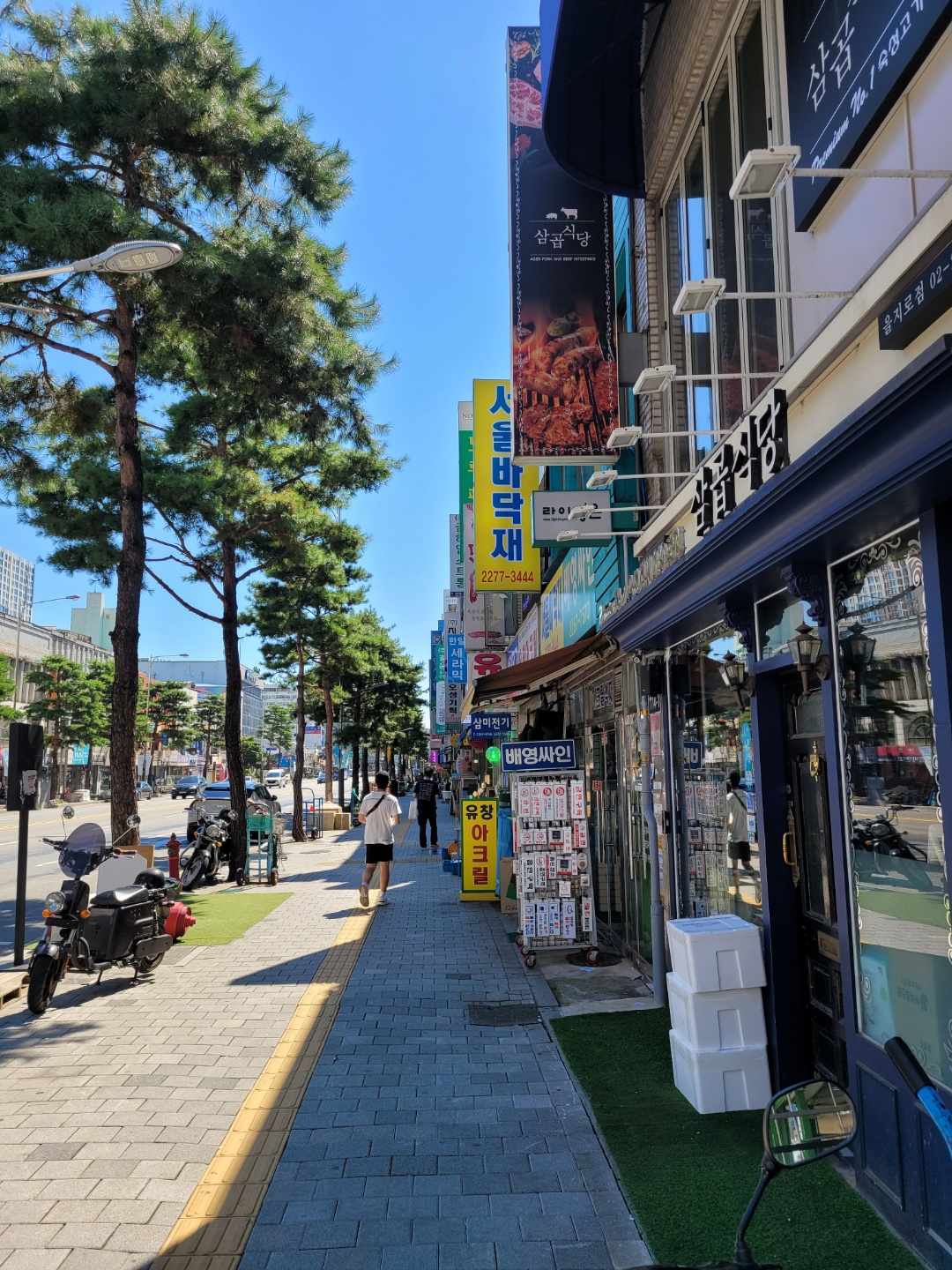
Phố mua sắm phía đông Ga Euljiro 3-ga

Euljiro (Hán Việt: Ất Chi lộ) là một đại lộ ở Seoul được đặt tên theo Eulji Mundeok, một vị tướng đã cứu Triều Tiên từ sự xâm lược của Nhà Tùy. Trong suốt thời kỳ Triều Tiên thuộc Nhật, con đường được gọi là Kogane-Cho (황금정; 黄金町 Hoàng Kim Đinh).

## Vận chuyển
Euljiro liên kết đến Tàu điện ngầm Seoul tuyến 2:
- Ga Euljiro 1-ga
- Ga Euljiro 3-ga
- Ga Euljiro 4-ga

## Hình ảnh

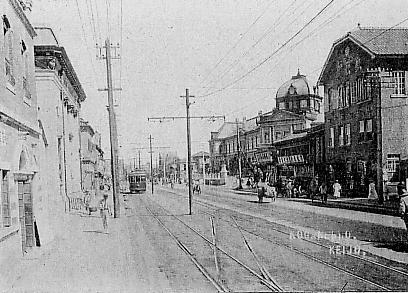
Đường Eulji trong thời kỳ Triều Tiên thuộc Nhật